# جاي بنديكت
جاي بنديكت (بالإنجليزية: Jay Benedict)‏ هو لغوي ومترجم وممثل أمريكي، ولد في 1951 ببربانك في الولايات المتحدة.

## أعمال

### أفلام
- (1979) شارع هانوفر
- (1982) فيكتور فيكتوريا
- (1986) فضائيون[4][5][6]
- (1997) فريق مزدوج
- (2012) نهوض فارس الظلام[7][8][9][10]
- (2013) المئوي الذي هبط من النافذة واختفى[11][12]

## وصلات خارجية
- جاي بنديكت على موقع IMDb (الإنجليزية)
- جاي بنديكت على موقع روتن توميتوز (الإنجليزية)
- جاي بنديكت على موقع قاعدة بيانات الأفلام العربية
- جاي بنديكت على موقع ألو سيني (الفرنسية)
- جاي بنديكت على موقع أول موفي (الإنجليزية)
- جاي بنديكت على موقع قاعدة بيانات الأفلام السويدية (السويدية)
- جاي بنديكت على موقع قاعدة بيانات الفيلم (الإنجليزية)
- جاي بنديكت على موقع كينوبويسك (الروسية)